# Michael Tukura
Michael Tukura (Abuja, 19 agosto 1988) è un ex calciatore nigeriano, di ruolo centrocampista.

## Palmarès

### Club

#### Competizioni nazionali
- Campionato lettone: 1

Ventspils: 2011

#### Competizioni internazionali
- Baltic League: 1

Ventspils: 2009-2010